# Lista di asteroidi (527001-528000)
Di seguito una lista di asteroidi dal numero 527001 al 528000 con data di scoperta e scopritore.

## 527001–527100
| Nome     | Designazione provvisoria | Data di scoperta  | Scopritore            |
| -------- | ------------------------ | ----------------- | --------------------- |
| 527001 - | 2007 RO137               | 24 agosto 2007    | Spacewatch            |
| 527002 - | 2007 RD138               | 5 settembre 2007  | Mount Lemmon Survey   |
| 527003 - | 2007 RX139               | 13 settembre 2007 | LINEAR                |
| 527004 - | 2007 RO144               | 14 settembre 2007 | LINEAR                |
| 527005 - | 2007 RC149               | 12 settembre 2007 | CSS                   |
| 527006 - | 2007 RU158               | 24 agosto 2007    | Spacewatch            |
| 527007 - | 2007 RQ161               | 13 settembre 2007 | Mount Lemmon Survey   |
| 527008 - | 2007 RH168               | 10 settembre 2007 | Spacewatch            |
| 527009 - | 2007 RK170               | 24 agosto 2007    | Spacewatch            |
| 527010 - | 2007 RM170               | 10 settembre 2007 | Spacewatch            |
| 527011 - | 2007 RS170               | 3 settembre 2007  | CSS                   |
| 527012 - | 2007 RP172               | 10 settembre 2007 | Spacewatch            |
| 527013 - | 2007 RK180               | 11 settembre 2007 | CSS                   |
| 527014 - | 2007 RB182               | 8 marzo 2005      | Mount Lemmon Survey   |
| 527015 - | 2007 RL185               | 13 settembre 2007 | Mount Lemmon Survey   |
| 527016 - | 2007 RO204               | 9 settembre 2007  | Spacewatch            |
| 527017 - | 2007 RT204               | 9 settembre 2007  | Spacewatch            |
| 527018 - | 2007 RN209               | 10 settembre 2007 | Spacewatch            |
| 527019 - | 2007 RE214               | 12 settembre 2007 | Spacewatch            |
| 527020 - | 2007 RG223               | 13 settembre 2007 | CSS                   |
| 527021 - | 2007 RR227               | 10 settembre 2007 | Mount Lemmon Survey   |
| 527022 - | 2007 RY233               | 12 settembre 2007 | CSS                   |
| 527023 - | 2007 RF236               | 13 settembre 2007 | Mount Lemmon Survey   |
| 527024 - | 2007 RB239               | 7 settembre 2007  | LINEAR                |
| 527025 - | 2007 RB243               | 3 settembre 2007  | CSS                   |
| 527026 - | 2007 RG244               | 10 agosto 2007    | Spacewatch            |
| 527027 - | 2007 RS247               | 13 settembre 2007 | CSS                   |
| 527028 - | 2007 RD257               | 9 settembre 2007  | LONEOS                |
| 527029 - | 2007 RL261               | 14 settembre 2007 | Spacewatch            |
| 527030 - | 2007 RS263               | 15 settembre 2007 | Mount Lemmon Survey   |
| 527031 - | 2007 RU266               | 15 settembre 2007 | Mount Lemmon Survey   |
| 527032 - | 2007 RD270               | 15 settembre 2007 | Mount Lemmon Survey   |
| 527033 - | 2007 RB272               | 15 settembre 2007 | Spacewatch            |
| 527034 - | 2007 RV272               | 15 settembre 2007 | Spacewatch            |
| 527035 - | 2007 RM280               | 13 settembre 2007 | CSS                   |
| 527036 - | 2007 RF288               | 11 settembre 2007 | Mount Lemmon Survey   |
| 527037 - | 2007 RZ288               | 9 settembre 2007  | Mount Lemmon Survey   |
| 527038 - | 2007 RU289               | 14 settembre 2007 | Mount Lemmon Survey   |
| 527039 - | 2007 RX289               | 14 settembre 2007 | Mount Lemmon Survey   |
| 527040 - | 2007 RK290               | 10 settembre 2007 | Spacewatch            |
| 527041 - | 2007 RZ290               | 2 settembre 2007  | K. Sárneczky, L. Kiss |
| 527042 - | 2007 RR291               | 12 settembre 2007 | Mount Lemmon Survey   |
| 527043 - | 2007 RW293               | 13 settembre 2007 | Mount Lemmon Survey   |
| 527044 - | 2007 RP294               | 14 settembre 2007 | Mount Lemmon Survey   |
| 527045 - | 2007 RX295               | 15 settembre 2007 | Spacewatch            |
| 527046 - | 2007 RJ296               | 14 settembre 2007 | Mount Lemmon Survey   |
| 527047 - | 2007 RG301               | 13 settembre 2007 | Mount Lemmon Survey   |
| 527048 - | 2007 RV301               | 14 settembre 2007 | Mount Lemmon Survey   |
| 527049 - | 2007 RX301               | 14 settembre 2007 | Mount Lemmon Survey   |
| 527050 - | 2007 RY302               | 14 settembre 2007 | Mount Lemmon Survey   |
| 527051 - | 2007 RA303               | 14 settembre 2007 | Mount Lemmon Survey   |
| 527052 - | 2007 RY307               | 4 settembre 2007  | Mount Lemmon Survey   |
| 527053 - | 2007 RV309               | 14 settembre 2007 | CSS                   |
| 527054 - | 2007 RX309               | 13 settembre 2007 | Mount Lemmon Survey   |
| 527055 - | 2007 RW310               | 21 giugno 2007    | Mount Lemmon Survey   |
| 527056 - | 2007 RA312               | 10 settembre 2007 | CSS                   |
| 527057 - | 2007 RU312               | 15 settembre 2007 | CSS                   |
| 527058 - | 2007 RF313               | 5 settembre 2007  | CSS                   |
| 527059 - | 2007 RO315               | 12 settembre 2007 | CSS                   |
| 527060 - | 2007 RO316               | 9 settembre 2007  | Spacewatch            |
| 527061 - | 2007 RS316               | 9 settembre 2007  | Mount Lemmon Survey   |
| 527062 - | 2007 RL318               | 11 settembre 2007 | Spacewatch            |
| 527063 - | 2007 RW324               | 12 settembre 2007 | Mount Lemmon Survey   |
| 527064 - | 2007 RK327               | 14 settembre 2007 | Mount Lemmon Survey   |
| 527065 - | 2007 RV327               | 12 settembre 2007 | Mount Lemmon Survey   |
| 527066 - | 2007 RW327               | 12 settembre 2007 | Mount Lemmon Survey   |
| 527067 - | 2007 RX327               | 7 settembre 1996  | Spacewatch            |
| 527068 - | 2007 RY327               | 13 settembre 2007 | Mount Lemmon Survey   |
| 527069 - | 2007 RC328               | 15 settembre 2007 | Mount Lemmon Survey   |
| 527070 - | 2007 RD328               | 13 settembre 2007 | Mount Lemmon Survey   |
| 527071 - | 2007 RJ328               | 11 settembre 2007 | Mount Lemmon Survey   |
| 527072 - | 2007 RK328               | 10 agosto 2007    | Spacewatch            |
| 527073 - | 2007 RQ328               | 13 settembre 2007 | Spacewatch            |
| 527074 - | 2007 RC329               | 14 settembre 2007 | Mount Lemmon Survey   |
| 527075 - | 2007 RE329               | 21 gennaio 2004   | LINEAR                |
| 527076 - | 2007 RF329               | 11 settembre 2007 | Spacewatch            |
| 527077 - | 2007 RJ329               | 4 aprile 2003     | Spacewatch            |
| 527078 - | 2007 RN329               | 3 settembre 2007  | CSS                   |
| 527079 - | 2007 RT329               | 8 settembre 2007  | Mount Lemmon Survey   |
| 527080 - | 2007 RZ329               | 10 settembre 2007 | Mount Lemmon Survey   |
| 527081 - | 2007 RF330               | 12 agosto 2007    | PMO NEO               |
| 527082 - | 2007 RP330               | 12 settembre 2007 | CSS                   |
| 527083 - | 2007 RV330               | 12 settembre 2007 | Mount Lemmon Survey   |
| 527084 - | 2007 RD331               | 12 settembre 2007 | Mount Lemmon Survey   |
| 527085 - | 2007 RG331               | 12 settembre 2007 | Mount Lemmon Survey   |
| 527086 - | 2007 RJ331               | 12 settembre 2007 | Mount Lemmon Survey   |
| 527087 - | 2007 RM331               | 13 settembre 2007 | CSS                   |
| 527088 - | 2007 RN331               | 13 settembre 2007 | CSS                   |
| 527089 - | 2007 RE332               | 14 settembre 2007 | Mount Lemmon Survey   |
| 527090 - | 2007 RG332               | 14 settembre 2007 | Mount Lemmon Survey   |
| 527091 - | 2007 RL332               | 14 settembre 2007 | CSS                   |
| 527092 - | 2007 RN332               | 14 settembre 2007 | Mount Lemmon Survey   |
| 527093 - | 2007 RO332               | 14 settembre 2007 | Mount Lemmon Survey   |
| 527094 - | 2007 SN3                 | 12 settembre 2007 | CSS                   |
| 527095 - | 2007 ST3                 | 9 settembre 2007  | LONEOS                |
| 527096 - | 2007 SZ3                 | 16 settembre 2007 | LINEAR                |
| 527097 - | 2007 SG8                 | 18 settembre 2007 | Spacewatch            |
| 527098 - | 2007 ST8                 | 18 settembre 2007 | Spacewatch            |
| 527099 - | 2007 SW13                | 19 settembre 2007 | Spacewatch            |
| 527100 - | 2007 SJ16                | 18 luglio 2007    | Mount Lemmon Survey   |

## 527101–527200
| Nome     | Designazione provvisoria | Data di scoperta  | Scopritore          |
| -------- | ------------------------ | ----------------- | ------------------- |
| 527101 - | 2007 SV16                | 30 settembre 2007 | Spacewatch          |
| 527102 - | 2007 SC17                | 30 settembre 2007 | Spacewatch          |
| 527103 - | 2007 SM21                | 20 settembre 2007 | CSS                 |
| 527104 - | 2007 SA22                | 21 settembre 2007 | PMO NEO             |
| 527105 - | 2007 SG22                | 25 settembre 2007 | Mount Lemmon Survey |
| 527106 - | 2007 SW22                | 20 settembre 2007 | Spacewatch          |
| 527107 - | 2007 SN23                | 19 settembre 2007 | Spacewatch          |
| 527108 - | 2007 SS24                | 25 settembre 2007 | Mount Lemmon Survey |
| 527109 - | 2007 SW24                | 18 settembre 2007 | Mount Lemmon Survey |
| 527110 - | 2007 SX24                | 19 settembre 2007 | Spacewatch          |
| 527111 - | 2007 TP1                 | 3 ottobre 2007    | Spacewatch          |
| 527112 - | 2007 TS6                 | 6 ottobre 2007    | Mallorca Obs.       |
| 527113 - | 2007 TZ10                | 6 ottobre 2007    | LINEAR              |
| 527114 - | 2007 TH13                | 6 ottobre 2007    | LINEAR              |
| 527115 - | 2007 TD14                | 8 ottobre 2007    | Mount Lemmon Survey |
| 527116 - | 2007 TU20                | 9 ottobre 2007    | W. Ries             |
| 527117 - | 2007 TZ20                | 5 settembre 2007  | CSS                 |
| 527118 - | 2007 TS21                | 4 ottobre 2007    | CSS                 |
| 527119 - | 2007 TN24                | 20 settembre 2007 | Spacewatch          |
| 527120 - | 2007 TE28                | 4 ottobre 2007    | Spacewatch          |
| 527121 - | 2007 TH28                | 4 ottobre 2007    | Spacewatch          |
| 527122 - | 2007 TO28                | 4 ottobre 2007    | Spacewatch          |
| 527123 - | 2007 TC31                | 4 ottobre 2007    | Spacewatch          |
| 527124 - | 2007 TJ32                | 6 ottobre 2007    | Spacewatch          |
| 527125 - | 2007 TB39                | 6 ottobre 2007    | Spacewatch          |
| 527126 - | 2007 TF39                | 15 settembre 2007 | Mount Lemmon Survey |
| 527127 - | 2007 TT40                | 12 settembre 2007 | Mount Lemmon Survey |
| 527128 - | 2007 TP43                | 25 settembre 2006 | Mount Lemmon Survey |
| 527129 - | 2007 TA45                | 7 ottobre 2007    | CSS                 |
| 527130 - | 2007 TE49                | 14 settembre 2007 | Mount Lemmon Survey |
| 527131 - | 2007 TT49                | 4 ottobre 2007    | Spacewatch          |
| 527132 - | 2007 TE50                | 4 ottobre 2007    | Spacewatch          |
| 527133 - | 2007 TK50                | 4 ottobre 2007    | Spacewatch          |
| 527134 - | 2007 TP52                | 4 ottobre 2007    | Spacewatch          |
| 527135 - | 2007 TD53                | 4 ottobre 2007    | Spacewatch          |
| 527136 - | 2007 TV55                | 4 ottobre 2007    | Spacewatch          |
| 527137 - | 2007 TM58                | 4 ottobre 2007    | Spacewatch          |
| 527138 - | 2007 TQ60                | 24 agosto 2007    | Spacewatch          |
| 527139 - | 2007 TX60                | 6 ottobre 2007    | LINEAR              |
| 527140 - | 2007 TY61                | 8 settembre 2007  | Mount Lemmon Survey |
| 527141 - | 2007 TV62                | 7 ottobre 2007    | Mount Lemmon Survey |
| 527142 - | 2007 TG63                | 7 ottobre 2007    | Mount Lemmon Survey |
| 527143 - | 2007 TT75                | 14 settembre 2007 | Mount Lemmon Survey |
| 527144 - | 2007 TF76                | 5 ottobre 2007    | Spacewatch          |
| 527145 - | 2007 TA77                | 5 ottobre 2007    | Spacewatch          |
| 527146 - | 2007 TD77                | 5 ottobre 2007    | Spacewatch          |
| 527147 - | 2007 TJ77                | 5 ottobre 2007    | Spacewatch          |
| 527148 - | 2007 TU77                | 25 settembre 2007 | Mount Lemmon Survey |
| 527149 - | 2007 TW78                | 5 ottobre 2007    | Spacewatch          |
| 527150 - | 2007 TF79                | 5 ottobre 2007    | Spacewatch          |
| 527151 - | 2007 TD81                | 7 ottobre 2007    | Mount Lemmon Survey |
| 527152 - | 2007 TW82                | 8 ottobre 2007    | CSS                 |
| 527153 - | 2007 TS86                | 8 ottobre 2007    | Mount Lemmon Survey |
| 527154 - | 2007 TQ88                | 14 settembre 2007 | Mount Lemmon Survey |
| 527155 - | 2007 TS89                | 8 ottobre 2007    | Mount Lemmon Survey |
| 527156 - | 2007 TH90                | 8 ottobre 2007    | Mount Lemmon Survey |
| 527157 - | 2007 TO91                | 11 settembre 2007 | Mount Lemmon Survey |
| 527158 - | 2007 TN92                | 5 ottobre 2007    | Spacewatch          |
| 527159 - | 2007 TG100               | 20 settembre 2007 | Spacewatch          |
| 527160 - | 2007 TS103               | 8 ottobre 2007    | Mount Lemmon Survey |
| 527161 - | 2007 TL104               | 8 ottobre 2007    | Mount Lemmon Survey |
| 527162 - | 2007 TR104               | 8 ottobre 2007    | Mount Lemmon Survey |
| 527163 - | 2007 TW105               | 13 settembre 2007 | Mount Lemmon Survey |
| 527164 - | 2007 TL106               | 13 agosto 2007    | PMO NEO             |
| 527165 - | 2007 TC108               | 11 aprile 2005    | Spacewatch          |
| 527166 - | 2007 TG109               | 7 ottobre 2007    | CSS                 |
| 527167 - | 2007 TR111               | 8 ottobre 2007    | CSS                 |
| 527168 - | 2007 TC114               | 8 ottobre 1993    | Spacewatch          |
| 527169 - | 2007 TW115               | 8 ottobre 2007    | Mount Lemmon Survey |
| 527170 - | 2007 TY116               | 9 ottobre 2007    | LONEOS              |
| 527171 - | 2007 TN120               | 9 ottobre 2007    | Spacewatch          |
| 527172 - | 2007 TQ122               | 6 ottobre 2007    | Spacewatch          |
| 527173 - | 2007 TF123               | 15 settembre 2007 | Mount Lemmon Survey |
| 527174 - | 2007 TR123               | 6 ottobre 2007    | Spacewatch          |
| 527175 - | 2007 TU128               | 23 giugno 1995    | Spacewatch          |
| 527176 - | 2007 TW128               | 6 ottobre 2007    | Spacewatch          |
| 527177 - | 2007 TX128               | 13 settembre 2007 | Mount Lemmon Survey |
| 527178 - | 2007 TY128               | 6 ottobre 2007    | Spacewatch          |
| 527179 - | 2007 TV129               | 6 ottobre 2007    | Spacewatch          |
| 527180 - | 2007 TA130               | 15 settembre 2007 | Mount Lemmon Survey |
| 527181 - | 2007 TX131               | 7 ottobre 2007    | Mount Lemmon Survey |
| 527182 - | 2007 TY132               | 7 ottobre 2007    | Mount Lemmon Survey |
| 527183 - | 2007 TV133               | 7 ottobre 2007    | Mount Lemmon Survey |
| 527184 - | 2007 TK134               | 7 ottobre 2007    | Mount Lemmon Survey |
| 527185 - | 2007 TE135               | 12 settembre 2007 | CSS                 |
| 527186 - | 2007 TS135               | 30 settembre 2007 | Spacewatch          |
| 527187 - | 2007 TT139               | 9 ottobre 2007    | CSS                 |
| 527188 - | 2007 TD140               | 9 ottobre 2007    | CSS                 |
| 527189 - | 2007 TO140               | 9 ottobre 2007    | Mount Lemmon Survey |
| 527190 - | 2007 TV149               | 9 ottobre 2007    | LINEAR              |
| 527191 - | 2007 TD152               | 7 ottobre 2007    | CSS                 |
| 527192 - | 2007 TN158               | 5 settembre 2007  | Mount Lemmon Survey |
| 527193 - | 2007 TS161               | 11 ottobre 2007   | CSS                 |
| 527194 - | 2007 TU161               | 8 ottobre 2007    | Mount Lemmon Survey |
| 527195 - | 2007 TZ161               | 11 settembre 2007 | Mount Lemmon Survey |
| 527196 - | 2007 TA163               | 9 ottobre 2007    | Spacewatch          |
| 527197 - | 2007 TJ164               | 11 ottobre 2007   | LINEAR              |
| 527198 - | 2007 TP164               | 4 ottobre 2007    | Spacewatch          |
| 527199 - | 2007 TD167               | 14 settembre 2007 | Mount Lemmon Survey |
| 527200 - | 2007 TG170               | 12 ottobre 2007   | LINEAR              |

## 527201–527300
| Nome                  | Designazione provvisoria | Data di scoperta  | Scopritore          |
| --------------------- | ------------------------ | ----------------- | ------------------- |
| 527201 -              | 2007 TL174               | 13 settembre 2007 | Spacewatch          |
| 527202 -              | 2007 TQ174               | 13 settembre 2007 | Mount Lemmon Survey |
| 527203 -              | 2007 TZ175               | 5 ottobre 2007    | Spacewatch          |
| 527204 -              | 2007 TL177               | 6 ottobre 2007    | Spacewatch          |
| 527205 Zhongdatianwen | 2007 TL178               | 6 ottobre 2007    | PMO NEO             |
| 527206 -              | 2007 TY178               | 7 ottobre 2007    | Spacewatch          |
| 527207 -              | 2007 TO183               | 9 ottobre 2007    | Spacewatch          |
| 527208 -              | 2007 TS185               | 13 settembre 2007 | Mount Lemmon Survey |
| 527209 -              | 2007 TV191               | 4 ottobre 2007    | CSS                 |
| 527210 -              | 2007 TP194               | 8 settembre 2007  | Mount Lemmon Survey |
| 527211 -              | 2007 TG200               | 8 ottobre 2007    | Spacewatch          |
| 527212 -              | 2007 TO200               | 8 ottobre 2007    | Spacewatch          |
| 527213 -              | 2007 TR200               | 8 ottobre 2007    | Spacewatch          |
| 527214 -              | 2007 TM203               | 8 ottobre 2007    | Mount Lemmon Survey |
| 527215 -              | 2007 TV204               | 8 ottobre 2007    | Mount Lemmon Survey |
| 527216 -              | 2007 TO208               | 10 ottobre 2007   | CSS                 |
| 527217 -              | 2007 TJ210               | 5 ottobre 2007    | Spacewatch          |
| 527218 -              | 2007 TS212               | 25 settembre 2007 | Mount Lemmon Survey |
| 527219 -              | 2007 TO213               | 7 ottobre 2007    | Spacewatch          |
| 527220 -              | 2007 TC214               | 7 ottobre 2007    | Spacewatch          |
| 527221 -              | 2007 TQ214               | 7 ottobre 2007    | CSS                 |
| 527222 -              | 2007 TS216               | 7 ottobre 2007    | Spacewatch          |
| 527223 -              | 2007 TJ217               | 7 ottobre 2007    | Spacewatch          |
| 527224 -              | 2007 TK217               | 7 ottobre 2007    | Spacewatch          |
| 527225 -              | 2007 TX217               | 7 ottobre 2007    | Spacewatch          |
| 527226 -              | 2007 TJ225               | 4 ottobre 2007    | Spacewatch          |
| 527227 -              | 2007 TT230               | 15 settembre 2007 | Mount Lemmon Survey |
| 527228 -              | 2007 TW233               | 14 settembre 2007 | Mount Lemmon Survey |
| 527229 -              | 2007 TQ235               | 9 ottobre 2007    | Mount Lemmon Survey |
| 527230 -              | 2007 TO236               | 11 settembre 2007 | Mount Lemmon Survey |
| 527231 -              | 2007 TS236               | 9 ottobre 2007    | Mount Lemmon Survey |
| 527232 -              | 2007 TG239               | 10 ottobre 2007   | Mount Lemmon Survey |
| 527233 -              | 2007 TH242               | 8 ottobre 2007    | CSS                 |
| 527234 -              | 2007 TQ246               | 9 ottobre 2007    | Mount Lemmon Survey |
| 527235 -              | 2007 TB249               | 11 ottobre 2007   | Mount Lemmon Survey |
| 527236 -              | 2007 TE249               | 11 ottobre 2007   | Mount Lemmon Survey |
| 527237 -              | 2007 TU252               | 7 ottobre 2007    | Mount Lemmon Survey |
| 527238 -              | 2007 TZ252               | 8 ottobre 2007    | Mount Lemmon Survey |
| 527239 -              | 2007 TC260               | 10 ottobre 2007   | Mount Lemmon Survey |
| 527240 -              | 2007 TK260               | 10 ottobre 2007   | Spacewatch          |
| 527241 -              | 2007 TB262               | 10 ottobre 2007   | Spacewatch          |
| 527242 -              | 2007 TT262               | 15 settembre 2007 | Mount Lemmon Survey |
| 527243 -              | 2007 TJ265               | 11 ottobre 2007   | Spacewatch          |
| 527244 -              | 2007 TZ267               | 5 settembre 2007  | Mount Lemmon Survey |
| 527245 -              | 2007 TN268               | 11 settembre 2007 | Mount Lemmon Survey |
| 527246 -              | 2007 TX272               | 9 ottobre 2007    | Spacewatch          |
| 527247 -              | 2007 TE275               | 2 aprile 2005     | Spacewatch          |
| 527248 -              | 2007 TE278               | 14 settembre 2007 | Mount Lemmon Survey |
| 527249 -              | 2007 TL278               | 11 ottobre 2007   | Mount Lemmon Survey |
| 527250 -              | 2007 TK280               | 9 settembre 2007  | Spacewatch          |
| 527251 -              | 2007 TP280               | 11 settembre 2007 | Spacewatch          |
| 527252 -              | 2007 TS283               | 12 settembre 2007 | Mount Lemmon Survey |
| 527253 -              | 2007 TK284               | 12 settembre 2007 | Mount Lemmon Survey |
| 527254 -              | 2007 TH288               | 11 ottobre 2007   | CSS                 |
| 527255 -              | 2007 TY291               | 9 settembre 2007  | Spacewatch          |
| 527256 -              | 2007 TM295               | 10 ottobre 2007   | Mount Lemmon Survey |
| 527257 -              | 2007 TX295               | 13 settembre 2007 | Mount Lemmon Survey |
| 527258 -              | 2007 TQ296               | 10 ottobre 2007   | Mount Lemmon Survey |
| 527259 -              | 2007 TG300               | 4 ottobre 2007    | Spacewatch          |
| 527260 -              | 2007 TM301               | 12 ottobre 2007   | Spacewatch          |
| 527261 -              | 2007 TG302               | 12 ottobre 2007   | Spacewatch          |
| 527262 -              | 2007 TF303               | 12 ottobre 2007   | Spacewatch          |
| 527263 -              | 2007 TP303               | 9 settembre 2007  | Mount Lemmon Survey |
| 527264 -              | 2007 TL307               | 14 settembre 2007 | Mount Lemmon Survey |
| 527265 -              | 2007 TB308               | 9 ottobre 2007    | Mount Lemmon Survey |
| 527266 -              | 2007 TU312               | 14 settembre 2007 | Mount Lemmon Survey |
| 527267 -              | 2007 TO315               | 4 ottobre 2007    | Spacewatch          |
| 527268 -              | 2007 TO316               | 12 ottobre 2007   | Spacewatch          |
| 527269 -              | 2007 TP318               | 12 ottobre 2007   | Spacewatch          |
| 527270 -              | 2007 TA323               | 25 settembre 2007 | Mount Lemmon Survey |
| 527271 -              | 2007 TC323               | 25 settembre 2007 | Mount Lemmon Survey |
| 527272 -              | 2007 TK328               | 11 ottobre 2007   | Spacewatch          |
| 527273 -              | 2007 TU329               | 11 ottobre 2007   | Spacewatch          |
| 527274 -              | 2007 TB330               | 22 giugno 2006    | Spacewatch          |
| 527275 -              | 2007 TB331               | 11 ottobre 2007   | Spacewatch          |
| 527276 -              | 2007 TN333               | 11 ottobre 2007   | Spacewatch          |
| 527277 -              | 2007 TA334               | 11 ottobre 2007   | Spacewatch          |
| 527278 -              | 2007 TQ335               | 11 ottobre 2007   | Spacewatch          |
| 527279 -              | 2007 TE337               | 12 settembre 2007 | Mount Lemmon Survey |
| 527280 -              | 2007 TR344               | 10 ottobre 2007   | Mount Lemmon Survey |
| 527281 -              | 2007 TL345               | 12 settembre 2007 | CSS                 |
| 527282 -              | 2007 TV346               | 13 ottobre 2007   | Mount Lemmon Survey |
| 527283 -              | 2007 TA347               | 13 ottobre 2007   | Mount Lemmon Survey |
| 527284 -              | 2007 TV353               | 9 ottobre 2007    | Mount Lemmon Survey |
| 527285 -              | 2007 TW354               | 8 settembre 2007  | Mount Lemmon Survey |
| 527286 -              | 2007 TY357               | 14 ottobre 2007   | Mount Lemmon Survey |
| 527287 -              | 2007 TB361               | 14 ottobre 2007   | Mount Lemmon Survey |
| 527288 -              | 2007 TP361               | 14 ottobre 2007   | Mount Lemmon Survey |
| 527289 -              | 2007 TM363               | 14 ottobre 2007   | Mount Lemmon Survey |
| 527290 -              | 2007 TX366               | 9 ottobre 2007    | Spacewatch          |
| 527291 -              | 2007 TV367               | 10 settembre 2007 | Mount Lemmon Survey |
| 527292 -              | 2007 TB370               | 15 settembre 2007 | Mount Lemmon Survey |
| 527293 -              | 2007 TQ371               | 15 settembre 2007 | LONEOS              |
| 527294 -              | 2007 TR371               | 15 settembre 2007 | Spacewatch          |
| 527295 -              | 2007 TV372               | 14 ottobre 2007   | Mount Lemmon Survey |
| 527296 -              | 2007 TA374               | 14 ottobre 2007   | Mount Lemmon Survey |
| 527297 -              | 2007 TG375               | 15 ottobre 2007   | Mount Lemmon Survey |
| 527298 -              | 2007 TE376               | 15 ottobre 2007   | Spacewatch          |
| 527299 -              | 2007 TD377               | 12 settembre 2007 | CSS                 |
| 527300 -              | 2007 TE381               | 14 ottobre 2007   | Spacewatch          |

## 527301–527400
| Nome     | Designazione provvisoria | Data di scoperta  | Scopritore                             |
| -------- | ------------------------ | ----------------- | -------------------------------------- |
| 527301 - | 2007 TA382               | 14 ottobre 2007   | Spacewatch                             |
| 527302 - | 2007 TP382               | 14 ottobre 2007   | Spacewatch                             |
| 527303 - | 2007 TT384               | 14 ottobre 2007   | Mount Lemmon Survey                    |
| 527304 - | 2007 TV384               | 14 ottobre 2007   | Mount Lemmon Survey                    |
| 527305 - | 2007 TG385               | 4 ottobre 2007    | CSS                                    |
| 527306 - | 2007 TQ385               | 5 settembre 2007  | Mount Lemmon Survey                    |
| 527307 - | 2007 TB388               | 13 ottobre 2007   | Mount Lemmon Survey                    |
| 527308 - | 2007 TM388               | 13 ottobre 2007   | Mount Lemmon Survey                    |
| 527309 - | 2007 TT389               | 13 ottobre 2007   | Spacewatch                             |
| 527310 - | 2007 TW390               | 14 ottobre 2007   | Mount Lemmon Survey                    |
| 527311 - | 2007 TA394               | 14 settembre 2007 | LINEAR                                 |
| 527312 - | 2007 TF394               | 9 settembre 2007  | Mount Lemmon Survey                    |
| 527313 - | 2007 TW396               | 11 ottobre 2007   | Spacewatch                             |
| 527314 - | 2007 TT397               | 15 ottobre 2007   | Spacewatch                             |
| 527315 - | 2007 TX399               | 12 settembre 2007 | Mount Lemmon Survey                    |
| 527316 - | 2007 TE400               | 15 ottobre 2007   | CSS                                    |
| 527317 - | 2007 TZ400               | 14 ottobre 2007   | Mount Lemmon Survey                    |
| 527318 - | 2007 TZ402               | 15 ottobre 2007   | Mount Lemmon Survey                    |
| 527319 - | 2007 TR403               | 15 ottobre 2007   | Spacewatch                             |
| 527320 - | 2007 TV404               | 15 ottobre 2007   | Spacewatch                             |
| 527321 - | 2007 TS405               | 10 settembre 2007 | Mount Lemmon Survey                    |
| 527322 - | 2007 TR407               | 6 ottobre 2007    | Spacewatch                             |
| 527323 - | 2007 TA410               | 15 ottobre 2007   | Spacewatch                             |
| 527324 - | 2007 TR411               | 13 settembre 2007 | Mount Lemmon Survey                    |
| 527325 - | 2007 TB413               | 8 settembre 2007  | LONEOS                                 |
| 527326 - | 2007 TE414               | 25 settembre 2007 | Mount Lemmon Survey                    |
| 527327 - | 2007 TT414               | 15 ottobre 2007   | Spacewatch                             |
| 527328 - | 2007 TK422               | 6 ottobre 2007    | A. C. Becker, A. W. Puckett, J. Kubica |
| 527329 - | 2007 TA423               | 15 ottobre 2007   | Mount Lemmon Survey                    |
| 527330 - | 2007 TB423               | 4 ottobre 2007    | Spacewatch                             |
| 527331 - | 2007 TG423               | 4 ottobre 2007    | Spacewatch                             |
| 527332 - | 2007 TN423               | 4 ottobre 2007    | Spacewatch                             |
| 527333 - | 2007 TL424               | 13 settembre 2007 | Mount Lemmon Survey                    |
| 527334 - | 2007 TN424               | 8 ottobre 2007    | Spacewatch                             |
| 527335 - | 2007 TZ425               | 9 ottobre 2007    | Spacewatch                             |
| 527336 - | 2007 TN426               | 9 ottobre 2007    | Spacewatch                             |
| 527337 - | 2007 TY426               | 9 ottobre 2007    | Spacewatch                             |
| 527338 - | 2007 TJ429               | 12 ottobre 2007   | Spacewatch                             |
| 527339 - | 2007 TY429               | 14 ottobre 2007   | Mount Lemmon Survey                    |
| 527340 - | 2007 TD430               | 12 ottobre 2007   | Mount Lemmon Survey                    |
| 527341 - | 2007 TV434               | 11 ottobre 2007   | CSS                                    |
| 527342 - | 2007 TD438               | 12 ottobre 2007   | Spacewatch                             |
| 527343 - | 2007 TK438               | 12 settembre 2007 | Mount Lemmon Survey                    |
| 527344 - | 2007 TW440               | 8 ottobre 2007    | CSS                                    |
| 527345 - | 2007 TH441               | 8 ottobre 2007    | CSS                                    |
| 527346 - | 2007 TU441               | 8 ottobre 2007    | CSS                                    |
| 527347 - | 2007 TN442               | 8 ottobre 2007    | CSS                                    |
| 527348 - | 2007 TG444               | 7 ottobre 2007    | CSS                                    |
| 527349 - | 2007 TK444               | 8 ottobre 2007    | CSS                                    |
| 527350 - | 2007 TK445               | 5 ottobre 2007    | Spacewatch                             |
| 527351 - | 2007 TB447               | 10 ottobre 2007   | LONEOS                                 |
| 527352 - | 2007 TF448               | 6 ottobre 2007    | Spacewatch                             |
| 527353 - | 2007 TH448               | 7 ottobre 2007    | Spacewatch                             |
| 527354 - | 2007 TO449               | 10 ottobre 2007   | Spacewatch                             |
| 527355 - | 2007 TE450               | 11 ottobre 2007   | Spacewatch                             |
| 527356 - | 2007 TO451               | 7 ottobre 2007    | Spacewatch                             |
| 527357 - | 2007 TS452               | 12 ottobre 2007   | Mount Lemmon Survey                    |
| 527358 - | 2007 TH455               | 14 ottobre 2007   | Mount Lemmon Survey                    |
| 527359 - | 2007 TS455               | 11 ottobre 2007   | Spacewatch                             |
| 527360 - | 2007 TC456               | 9 ottobre 2007    | Spacewatch                             |
| 527361 - | 2007 TG456               | 3 maggio 2006     | Mount Lemmon Survey                    |
| 527362 - | 2007 TH456               | 14 ottobre 2007   | Mount Lemmon Survey                    |
| 527363 - | 2007 TJ456               | 14 ottobre 2007   | Mount Lemmon Survey                    |
| 527364 - | 2007 TK456               | 15 ottobre 2007   | Mount Lemmon Survey                    |
| 527365 - | 2007 TL456               | 4 ottobre 2007    | CSS                                    |
| 527366 - | 2007 TN456               | 4 ottobre 2007    | Mount Lemmon Survey                    |
| 527367 - | 2007 TZ456               | 8 ottobre 2007    | Mount Lemmon Survey                    |
| 527368 - | 2007 TA457               | 8 ottobre 2007    | Mount Lemmon Survey                    |
| 527369 - | 2007 TH457               | 8 ottobre 2007    | Mount Lemmon Survey                    |
| 527370 - | 2007 TK457               | 9 ottobre 2007    | Mount Lemmon Survey                    |
| 527371 - | 2007 TL457               | 9 ottobre 2007    | CSS                                    |
| 527372 - | 2007 TQ457               | 9 ottobre 2007    | Mount Lemmon Survey                    |
| 527373 - | 2007 TS457               | 10 ottobre 2007   | Mount Lemmon Survey                    |
| 527374 - | 2007 TX457               | 10 ottobre 2007   | CSS                                    |
| 527375 - | 2007 TE458               | 10 ottobre 2007   | Mount Lemmon Survey                    |
| 527376 - | 2007 TG458               | 10 ottobre 2007   | Mount Lemmon Survey                    |
| 527377 - | 2007 TJ458               | 11 ottobre 2007   | Mount Lemmon Survey                    |
| 527378 - | 2007 TL458               | 12 ottobre 2007   | Mount Lemmon Survey                    |
| 527379 - | 2007 TP458               | 12 ottobre 2007   | Mount Lemmon Survey                    |
| 527380 - | 2007 TQ458               | 12 ottobre 2007   | Mount Lemmon Survey                    |
| 527381 - | 2007 TR458               | 12 ottobre 2007   | Mount Lemmon Survey                    |
| 527382 - | 2007 TS458               | 12 ottobre 2007   | Mount Lemmon Survey                    |
| 527383 - | 2007 TT458               | 12 ottobre 2007   | Mount Lemmon Survey                    |
| 527384 - | 2007 TU458               | 13 ottobre 2007   | Mount Lemmon Survey                    |
| 527385 - | 2007 TW458               | 14 ottobre 2007   | Mount Lemmon Survey                    |
| 527386 - | 2007 TC459               | 15 ottobre 2007   | Mount Lemmon Survey                    |
| 527387 - | 2007 TK459               | 15 ottobre 2007   | Mount Lemmon Survey                    |
| 527388 - | 2007 TM459               | 15 ottobre 2007   | Mount Lemmon Survey                    |
| 527389 - | 2007 UJ7                 | 9 ottobre 2007    | CSS                                    |
| 527390 - | 2007 UV7                 | 9 ottobre 2007    | CSS                                    |
| 527391 - | 2007 UH11                | 10 ottobre 2007   | Mount Lemmon Survey                    |
| 527392 - | 2007 UL13                | 16 ottobre 2007   | CSS                                    |
| 527393 - | 2007 UF20                | 18 ottobre 2007   | Mount Lemmon Survey                    |
| 527394 - | 2007 UG20                | 8 ottobre 2007    | Mount Lemmon Survey                    |
| 527395 - | 2007 UB22                | 16 ottobre 2007   | Spacewatch                             |
| 527396 - | 2007 UV28                | 9 settembre 2007  | Mount Lemmon Survey                    |
| 527397 - | 2007 UV29                | 19 ottobre 2007   | Spacewatch                             |
| 527398 - | 2007 UQ34                | 18 ottobre 2007   | LONEOS                                 |
| 527399 - | 2007 UR34                | 18 ottobre 2007   | Spacewatch                             |
| 527400 - | 2007 UF39                | 20 ottobre 2007   | CSS                                    |

## 527401–527500
| Nome     | Designazione provvisoria | Data di scoperta  | Scopritore          |
| -------- | ------------------------ | ----------------- | ------------------- |
| 527401 - | 2007 UU43                | 9 ottobre 2007    | Mount Lemmon Survey |
| 527402 - | 2007 UV45                | 25 settembre 2007 | Mount Lemmon Survey |
| 527403 - | 2007 UH46                | 25 settembre 2007 | Mount Lemmon Survey |
| 527404 - | 2007 UE51                | 24 ottobre 2007   | Mount Lemmon Survey |
| 527405 - | 2007 UW53                | 30 ottobre 2007   | Spacewatch          |
| 527406 - | 2007 UX53                | 14 ottobre 2007   | Spacewatch          |
| 527407 - | 2007 UC54                | 13 settembre 2007 | Mount Lemmon Survey |
| 527408 - | 2007 UF56                | 12 ottobre 2007   | CSS                 |
| 527409 - | 2007 UJ58                | 30 ottobre 2007   | Mount Lemmon Survey |
| 527410 - | 2007 UT61                | 5 ottobre 2007    | Spacewatch          |
| 527411 - | 2007 UZ61                | 6 ottobre 2007    | Spacewatch          |
| 527412 - | 2007 UJ62                | 8 ottobre 2007    | Mount Lemmon Survey |
| 527413 - | 2007 UU63                | 12 ottobre 2007   | Spacewatch          |
| 527414 - | 2007 UF65                | 31 ottobre 2007   | Spacewatch          |
| 527415 - | 2007 UD69                | 4 ottobre 2007    | Spacewatch          |
| 527416 - | 2007 UC73                | 31 ottobre 2007   | Mount Lemmon Survey |
| 527417 - | 2007 UQ75                | 31 ottobre 2007   | Mount Lemmon Survey |
| 527418 - | 2007 UL77                | 31 ottobre 2007   | CSS                 |
| 527419 - | 2007 UP83                | 16 ottobre 2007   | Spacewatch          |
| 527420 - | 2007 UK84                | 18 settembre 2007 | Mount Lemmon Survey |
| 527421 - | 2007 UJ86                | 8 ottobre 2007    | Spacewatch          |
| 527422 - | 2007 US86                | 12 ottobre 2007   | Spacewatch          |
| 527423 - | 2007 UV86                | 30 ottobre 2007   | Spacewatch          |
| 527424 - | 2007 UT87                | 30 ottobre 2007   | Spacewatch          |
| 527425 - | 2007 UN88                | 9 ottobre 2007    | Mount Lemmon Survey |
| 527426 - | 2007 UY90                | 10 ottobre 2007   | Spacewatch          |
| 527427 - | 2007 UZ93                | 7 ottobre 2007    | Mount Lemmon Survey |
| 527428 - | 2007 UJ94                | 31 ottobre 2007   | Mount Lemmon Survey |
| 527429 - | 2007 UB95                | 15 ottobre 2007   | Spacewatch          |
| 527430 - | 2007 UK98                | 10 ottobre 2007   | Mount Lemmon Survey |
| 527431 - | 2007 UF102               | 30 ottobre 2007   | Spacewatch          |
| 527432 - | 2007 UA104               | 30 ottobre 2007   | Spacewatch          |
| 527433 - | 2007 UZ105               | 31 ottobre 2007   | Spacewatch          |
| 527434 - | 2007 UL106               | 10 settembre 2007 | Mount Lemmon Survey |
| 527435 - | 2007 UB108               | 11 settembre 2007 | Mount Lemmon Survey |
| 527436 - | 2007 UD114               | 10 settembre 2007 | Mount Lemmon Survey |
| 527437 - | 2007 UO114               | 31 ottobre 2007   | Spacewatch          |
| 527438 - | 2007 UR114               | 31 ottobre 2007   | Spacewatch          |
| 527439 - | 2007 UW117               | 8 settembre 2007  | Mount Lemmon Survey |
| 527440 - | 2007 UL119               | 12 settembre 2007 | Mount Lemmon Survey |
| 527441 - | 2007 UY119               | 18 ottobre 2007   | Mount Lemmon Survey |
| 527442 - | 2007 UR120               | 25 settembre 2007 | Mount Lemmon Survey |
| 527443 - | 2007 UM126               | 30 ottobre 2007   | SDSS                |
| 527444 - | 2007 UA127               | 20 ottobre 2007   | Mount Lemmon Survey |
| 527445 - | 2007 UE127               | 24 ottobre 2007   | Mount Lemmon Survey |
| 527446 - | 2007 UU127               | 20 ottobre 2007   | Mount Lemmon Survey |
| 527447 - | 2007 UG128               | 20 ottobre 2007   | Mount Lemmon Survey |
| 527448 - | 2007 UJ128               | 20 ottobre 2007   | Mount Lemmon Survey |
| 527449 - | 2007 UO128               | 20 ottobre 2007   | Mount Lemmon Survey |
| 527450 - | 2007 UA134               | 16 ottobre 2007   | CSS                 |
| 527451 - | 2007 US134               | 11 settembre 2007 | Mount Lemmon Survey |
| 527452 - | 2007 UF135               | 18 ottobre 2007   | Spacewatch          |
| 527453 - | 2007 UN135               | 12 ottobre 2007   | Spacewatch          |
| 527454 - | 2007 UZ137               | 18 ottobre 2007   | Spacewatch          |
| 527455 - | 2007 UK143               | 8 settembre 2007  | Mount Lemmon Survey |
| 527456 - | 2007 UO143               | 18 ottobre 2007   | Spacewatch          |
| 527457 - | 2007 UQ143               | 20 ottobre 2007   | Mount Lemmon Survey |
| 527458 - | 2007 UR143               | 21 ottobre 2007   | Mount Lemmon Survey |
| 527459 - | 2007 UV143               | 16 ottobre 2007   | Mount Lemmon Survey |
| 527460 - | 2007 UY143               | 17 ottobre 2007   | CSS                 |
| 527461 - | 2007 UG144               | 18 ottobre 2007   | Mount Lemmon Survey |
| 527462 - | 2007 UH144               | 11 settembre 2007 | Mount Lemmon Survey |
| 527463 - | 2007 UK144               | 18 ottobre 2007   | Mount Lemmon Survey |
| 527464 - | 2007 UN144               | 20 maggio 2006    | Spacewatch          |
| 527465 - | 2007 UO144               | 19 ottobre 2007   | Mount Lemmon Survey |
| 527466 - | 2007 UR144               | 20 ottobre 2007   | Mount Lemmon Survey |
| 527467 - | 2007 UA145               | 21 ottobre 2007   | Mount Lemmon Survey |
| 527468 - | 2007 UD145               | 21 ottobre 2007   | Mount Lemmon Survey |
| 527469 - | 2007 UF145               | 21 ottobre 2007   | Mount Lemmon Survey |
| 527470 - | 2007 UH145               | 21 ottobre 2007   | Mount Lemmon Survey |
| 527471 - | 2007 UK145               | 6 maggio 2006     | Mount Lemmon Survey |
| 527472 - | 2007 UL145               | 24 ottobre 2007   | Mount Lemmon Survey |
| 527473 - | 2007 UM145               | 30 ottobre 2007   | CSS                 |
| 527474 - | 2007 UR145               | 30 ottobre 2007   | Mount Lemmon Survey |
| 527475 - | 2007 UT145               | 30 ottobre 2007   | Mount Lemmon Survey |
| 527476 - | 2007 UW145               | 31 ottobre 2007   | Mount Lemmon Survey |
| 527477 - | 2007 VA                  | 1º novembre 2007  | ARO                 |
| 527478 - | 2007 VN1                 | 8 ottobre 2007    | CSS                 |
| 527479 - | 2007 VH6                 | 3 novembre 2007   | Mount Lemmon Survey |
| 527480 - | 2007 VU13                | 10 ottobre 2007   | Spacewatch          |
| 527481 - | 2007 VA15                | 12 ottobre 2007   | Mount Lemmon Survey |
| 527482 - | 2007 VN15                | 1º novembre 2007  | Spacewatch          |
| 527483 - | 2007 VO18                | 1º novembre 2007  | Mount Lemmon Survey |
| 527484 - | 2007 VB19                | 10 ottobre 2007   | Spacewatch          |
| 527485 - | 2007 VL19                | 1º novembre 2007  | Mount Lemmon Survey |
| 527486 - | 2007 VC25                | 2 novembre 2007   | Mount Lemmon Survey |
| 527487 - | 2007 VT30                | 2 novembre 2007   | Spacewatch          |
| 527488 - | 2007 VF32                | 2 novembre 2007   | Spacewatch          |
| 527489 - | 2007 VK32                | 11 ottobre 2007   | Spacewatch          |
| 527490 - | 2007 VO32                | 15 ottobre 2007   | Spacewatch          |
| 527491 - | 2007 VU32                | 11 ottobre 2007   | Spacewatch          |
| 527492 - | 2007 VK41                | 3 novembre 2007   | Mount Lemmon Survey |
| 527493 - | 2007 VF44                | 18 ottobre 2007   | Spacewatch          |
| 527494 - | 2007 VL44                | 1º novembre 2007  | Spacewatch          |
| 527495 - | 2007 VB45                | 21 ottobre 2007   | Spacewatch          |
| 527496 - | 2007 VG45                | 1º novembre 2007  | Spacewatch          |
| 527497 - | 2007 VO45                | 1º novembre 2007  | Spacewatch          |
| 527498 - | 2007 VR45                | 1º novembre 2007  | Spacewatch          |
| 527499 - | 2007 VG48                | 9 ottobre 2007    | Spacewatch          |
| 527500 - | 2007 VX48                | 1º novembre 2007  | Spacewatch          |

## 527501–527600
| Nome     | Designazione provvisoria | Data di scoperta  | Scopritore          |
| -------- | ------------------------ | ----------------- | ------------------- |
| 527501 - | 2007 VM51                | 1º novembre 2007  | Spacewatch          |
| 527502 - | 2007 VS52                | 1º novembre 2007  | Spacewatch          |
| 527503 - | 2007 VN53                | 20 ottobre 2007   | Mount Lemmon Survey |
| 527504 - | 2007 VB57                | 1º novembre 2007  | Spacewatch          |
| 527505 - | 2007 VC60                | 21 ottobre 2007   | CSS                 |
| 527506 - | 2007 VW64                | 1º novembre 2007  | Spacewatch          |
| 527507 - | 2007 VQ66                | 2 novembre 2007   | Spacewatch          |
| 527508 - | 2007 VJ67                | 3 novembre 2007   | Spacewatch          |
| 527509 - | 2007 VO71                | 15 ottobre 2007   | Mount Lemmon Survey |
| 527510 - | 2007 VS71                | 30 ottobre 2007   | Spacewatch          |
| 527511 - | 2007 VV74                | 10 settembre 2007 | Mount Lemmon Survey |
| 527512 - | 2007 VC75                | 18 ottobre 2007   | Spacewatch          |
| 527513 - | 2007 VB78                | 3 novembre 2007   | Spacewatch          |
| 527514 - | 2007 VD78                | 3 novembre 2007   | Spacewatch          |
| 527515 - | 2007 VO82                | 8 ottobre 2007    | Spacewatch          |
| 527516 - | 2007 VU82                | 10 ottobre 2007   | Mount Lemmon Survey |
| 527517 - | 2007 VV86                | 12 ottobre 2007   | LINEAR              |
| 527518 - | 2007 VW87                | 2 novembre 2007   | LINEAR              |
| 527519 - | 2007 VZ88                | 9 ottobre 2007    | CSS                 |
| 527520 - | 2007 VK90                | 24 ottobre 2007   | Mount Lemmon Survey |
| 527521 - | 2007 VU90                | 14 settembre 2007 | Mount Lemmon Survey |
| 527522 - | 2007 VO96                | 1º novembre 2007  | Spacewatch          |
| 527523 - | 2007 VY96                | 1º novembre 2007  | Spacewatch          |
| 527524 - | 2007 VB109               | 3 novembre 2007   | Spacewatch          |
| 527525 - | 2007 VV111               | 30 ottobre 2007   | Spacewatch          |
| 527526 - | 2007 VP114               | 3 novembre 2007   | Spacewatch          |
| 527527 - | 2007 VJ118               | 10 ottobre 2007   | Mount Lemmon Survey |
| 527528 - | 2007 VR118               | 14 ottobre 2007   | Mount Lemmon Survey |
| 527529 - | 2007 VD120               | 5 novembre 2007   | Spacewatch          |
| 527530 - | 2007 VV126               | 9 settembre 2007  | Mount Lemmon Survey |
| 527531 - | 2007 VP127               | 14 settembre 1996 | Spacewatch          |
| 527532 - | 2007 VK132               | 12 ottobre 2007   | Spacewatch          |
| 527533 - | 2007 VC134               | 3 novembre 2007   | Spacewatch          |
| 527534 - | 2007 VP134               | 8 ottobre 2007    | CSS                 |
| 527535 - | 2007 VO138               | 10 ottobre 2007   | Spacewatch          |
| 527536 - | 2007 VB140               | 3 novembre 2007   | Spacewatch          |
| 527537 - | 2007 VN142               | 4 novembre 2007   | Spacewatch          |
| 527538 - | 2007 VX143               | 10 settembre 2007 | Mount Lemmon Survey |
| 527539 - | 2007 VX144               | 20 ottobre 2007   | Mount Lemmon Survey |
| 527540 - | 2007 VN146               | 4 novembre 2007   | Spacewatch          |
| 527541 - | 2007 VW146               | 4 novembre 2007   | Spacewatch          |
| 527542 - | 2007 VH149               | 7 novembre 2007   | CSS                 |
| 527543 - | 2007 VU149               | 19 ottobre 2007   | Spacewatch          |
| 527544 - | 2007 VS152               | 2 novembre 2007   | Mount Lemmon Survey |
| 527545 - | 2007 VV154               | 9 ottobre 2007    | Spacewatch          |
| 527546 - | 2007 VF156               | 5 novembre 2007   | Spacewatch          |
| 527547 - | 2007 VJ156               | 5 novembre 2007   | Spacewatch          |
| 527548 - | 2007 VO156               | 5 novembre 2007   | Mount Lemmon Survey |
| 527549 - | 2007 VA158               | 20 ottobre 2007   | Mount Lemmon Survey |
| 527550 - | 2007 VL158               | 20 ottobre 2007   | Mount Lemmon Survey |
| 527551 - | 2007 VW159               | 5 novembre 2007   | Spacewatch          |
| 527552 - | 2007 VE163               | 24 ottobre 2007   | Mount Lemmon Survey |
| 527553 - | 2007 VO164               | 5 novembre 2007   | Spacewatch          |
| 527554 - | 2007 VU165               | 16 ottobre 2007   | Mount Lemmon Survey |
| 527555 - | 2007 VA173               | 7 ottobre 2007    | Mount Lemmon Survey |
| 527556 - | 2007 VB180               | 10 ottobre 2007   | Mount Lemmon Survey |
| 527557 - | 2007 VP183               | 8 novembre 2007   | Mount Lemmon Survey |
| 527558 - | 2007 VJ186               | 2 novembre 2007   | CSS                 |
| 527559 - | 2007 VZ186               | 12 ottobre 2007   | Spacewatch          |
| 527560 - | 2007 VY190               | 15 novembre 2007  | CSS                 |
| 527561 - | 2007 VY192               | 4 novembre 2007   | Mount Lemmon Survey |
| 527562 - | 2007 VZ194               | 5 novembre 2007   | Mount Lemmon Survey |
| 527563 - | 2007 VA196               | 5 ottobre 2007    | Spacewatch          |
| 527564 - | 2007 VC204               | 9 novembre 2007   | Spacewatch          |
| 527565 - | 2007 VO210               | 18 ottobre 2007   | Mount Lemmon Survey |
| 527566 - | 2007 VX210               | 1º novembre 2007  | Spacewatch          |
| 527567 - | 2007 VC214               | 9 novembre 2007   | Spacewatch          |
| 527568 - | 2007 VT214               | 20 ottobre 2007   | Mount Lemmon Survey |
| 527569 - | 2007 VX217               | 9 novembre 2007   | Spacewatch          |
| 527570 - | 2007 VZ217               | 9 novembre 2007   | Spacewatch          |
| 527571 - | 2007 VS220               | 9 novembre 2007   | Spacewatch          |
| 527572 - | 2007 VS225               | 16 ottobre 2007   | Spacewatch          |
| 527573 - | 2007 VV226               | 4 novembre 2007   | Spacewatch          |
| 527574 - | 2007 VV229               | 30 ottobre 2007   | Mount Lemmon Survey |
| 527575 - | 2007 VB230               | 7 novembre 2007   | Spacewatch          |
| 527576 - | 2007 VS230               | 17 settembre 2003 | Spacewatch          |
| 527577 - | 2007 VZ231               | 7 novembre 2007   | Spacewatch          |
| 527578 - | 2007 VB233               | 7 novembre 2007   | Spacewatch          |
| 527579 - | 2007 VZ234               | 9 novembre 2007   | Spacewatch          |
| 527580 - | 2007 VW236               | 15 ottobre 2007   | Spacewatch          |
| 527581 - | 2007 VC237               | 30 ottobre 2007   | Spacewatch          |
| 527582 - | 2007 VB238               | 9 ottobre 2007    | Spacewatch          |
| 527583 - | 2007 VS239               | 5 novembre 2007   | Spacewatch          |
| 527584 - | 2007 VW242               | 8 ottobre 2007    | Mount Lemmon Survey |
| 527585 - | 2007 VZ245               | 9 ottobre 2007    | Mount Lemmon Survey |
| 527586 - | 2007 VE260               | 7 ottobre 2007    | CSS                 |
| 527587 - | 2007 VR260               | 21 ottobre 2007   | CSS                 |
| 527588 - | 2007 VY260               | 19 settembre 2006 | Spacewatch          |
| 527589 - | 2007 VD261               | 9 novembre 2007   | Spacewatch          |
| 527590 - | 2007 VD269               | 8 novembre 2007   | Spacewatch          |
| 527591 - | 2007 VH269               | 20 ottobre 2007   | CSS                 |
| 527592 - | 2007 VK277               | 9 settembre 2007  | Mount Lemmon Survey |
| 527593 - | 2007 VJ278               | 10 ottobre 2007   | Spacewatch          |
| 527594 - | 2007 VX280               | 3 novembre 2007   | Spacewatch          |
| 527595 - | 2007 VR284               | 5 novembre 2007   | Spacewatch          |
| 527596 - | 2007 VW284               | 5 novembre 2007   | Spacewatch          |
| 527597 - | 2007 VR286               | 14 novembre 2007  | Spacewatch          |
| 527598 - | 2007 VT287               | 2 novembre 2007   | Spacewatch          |
| 527599 - | 2007 VK290               | 14 novembre 2007  | Spacewatch          |
| 527600 - | 2007 VD297               | 11 novembre 2007  | CSS                 |

## 527601–527700
| Nome                  | Designazione provvisoria | Data di scoperta  | Scopritore                             |
| --------------------- | ------------------------ | ----------------- | -------------------------------------- |
| 527601 -              | 2007 VY297               | 8 ottobre 2007    | LONEOS                                 |
| 527602 -              | 2007 VF298               | 10 ottobre 2007   | CSS                                    |
| 527603 -              | 2007 VJ305               | 4 novembre 2007   | A. C. Becker, A. W. Puckett, J. Kubica |
| (527604) 2007 VL305 - | 2007 VL305               | 4 novembre 2007   | A. C. Becker, A. W. Puckett, J. Kubica |
| 527605 -              | 2007 VY305               | 6 novembre 2007   | Spacewatch                             |
| 527606 -              | 2007 VU306               | 1º novembre 2007  | Spacewatch                             |
| 527607 -              | 2007 VL309               | 12 novembre 2007  | Mount Lemmon Survey                    |
| 527608 -              | 2007 VT311               | 1º novembre 2007  | Spacewatch                             |
| 527609 -              | 2007 VB312               | 9 novembre 2007   | Spacewatch                             |
| 527610 -              | 2007 VK312               | 2 novembre 2007   | Spacewatch                             |
| 527611 -              | 2007 VU313               | 11 novembre 2007  | Mount Lemmon Survey                    |
| 527612 -              | 2007 VP315               | 7 novembre 2007   | Spacewatch                             |
| 527613 -              | 2007 VG318               | 1º novembre 2007  | Spacewatch                             |
| 527614 -              | 2007 VT319               | 3 novembre 2007   | Spacewatch                             |
| 527615 -              | 2007 VU319               | 9 novembre 2007   | Spacewatch                             |
| 527616 -              | 2007 VP320               | 11 novembre 2007  | Mount Lemmon Survey                    |
| 527617 -              | 2007 VX320               | 2 novembre 2007   | CSS                                    |
| 527618 -              | 2007 VJ321               | 8 novembre 2007   | CSS                                    |
| 527619 -              | 2007 VD322               | 11 novembre 2007  | CSS                                    |
| 527620 -              | 2007 VX323               | 4 novembre 2007   | Spacewatch                             |
| 527621 -              | 2007 VA328               | 8 novembre 2007   | CSS                                    |
| 527622 -              | 2007 VD330               | 10 ottobre 2007   | Mount Lemmon Survey                    |
| 527623 -              | 2007 VK331               | 6 novembre 2007   | Spacewatch                             |
| 527624 -              | 2007 VN333               | 11 novembre 2007  | Mount Lemmon Survey                    |
| 527625 -              | 2007 VC338               | 4 novembre 2007   | Mount Lemmon Survey                    |
| 527626 -              | 2007 VE338               | 8 novembre 2007   | CSS                                    |
| 527627 -              | 2007 VO338               | 21 settembre 2003 | Spacewatch                             |
| 527628 -              | 2007 VX338               | 4 novembre 2007   | Spacewatch                             |
| 527629 -              | 2007 VY338               | 4 novembre 2007   | Spacewatch                             |
| 527630 -              | 2007 VD339               | 7 novembre 2007   | Spacewatch                             |
| 527631 -              | 2007 VG339               | 9 novembre 2007   | Spacewatch                             |
| 527632 -              | 2007 VL339               | 9 novembre 2007   | Spacewatch                             |
| 527633 -              | 2007 VT339               | 16 marzo 2005     | CSS                                    |
| 527634 -              | 2007 VV339               | 9 novembre 2007   | Mount Lemmon Survey                    |
| 527635 -              | 2007 VY339               | 14 novembre 2007  | Spacewatch                             |
| 527636 -              | 2007 VA340               | 4 ottobre 2007    | Spacewatch                             |
| 527637 -              | 2007 VC340               | 2 novembre 2007   | CSS                                    |
| 527638 -              | 2007 VF340               | 2 novembre 2007   | Mount Lemmon Survey                    |
| 527639 -              | 2007 VK340               | 2 novembre 2007   | CSS                                    |
| 527640 -              | 2007 VS340               | 4 novembre 2007   | Mount Lemmon Survey                    |
| 527641 -              | 2007 VU340               | 5 novembre 2007   | Mount Lemmon Survey                    |
| 527642 -              | 2007 VZ340               | 7 novembre 2007   | Mount Lemmon Survey                    |
| 527643 -              | 2007 VH341               | 8 novembre 2007   | Mount Lemmon Survey                    |
| 527644 -              | 2007 VN341               | 9 novembre 2007   | Mount Lemmon Survey                    |
| 527645 -              | 2007 VQ341               | 9 novembre 2007   | Mount Lemmon Survey                    |
| 527646 -              | 2007 VT341               | 11 novembre 2007  | Mount Lemmon Survey                    |
| 527647 -              | 2007 VX341               | 11 novembre 2007  | Mount Lemmon Survey                    |
| 527648 -              | 2007 VY341               | 11 novembre 2007  | Mount Lemmon Survey                    |
| 527649 -              | 2007 VA342               | 13 novembre 2007  | Mount Lemmon Survey                    |
| 527650 -              | 2007 VC342               | 14 novembre 2007  | Mount Lemmon Survey                    |
| 527651 -              | 2007 VD342               | 14 novembre 2007  | Mount Lemmon Survey                    |
| 527652 -              | 2007 VF342               | 15 novembre 2007  | Mount Lemmon Survey                    |
| 527653 -              | 2007 WG                  | 16 novembre 2007  | ARO                                    |
| 527654 -              | 2007 WA1                 | 9 ottobre 2007    | CSS                                    |
| 527655 -              | 2007 WE2                 | 18 novembre 2007  | BATTeRS                                |
| 527656 -              | 2007 WZ5                 | 17 novembre 2007  | LINEAR                                 |
| 527657 -              | 2007 WC12                | 10 ottobre 2007   | CSS                                    |
| 527658 -              | 2007 WF18                | 15 settembre 2007 | Mount Lemmon Survey                    |
| 527659 -              | 2007 WQ22                | 17 novembre 2007  | Spacewatch                             |
| 527660 -              | 2007 WB24                | 10 ottobre 2007   | Spacewatch                             |
| 527661 -              | 2007 WC27                | 18 novembre 2007  | Mount Lemmon Survey                    |
| 527662 -              | 2007 WJ27                | 18 novembre 2007  | Mount Lemmon Survey                    |
| 527663 -              | 2007 WS27                | 7 novembre 2007   | Spacewatch                             |
| 527664 -              | 2007 WK30                | 16 ottobre 2007   | Mount Lemmon Survey                    |
| 527665 -              | 2007 WJ37                | 19 novembre 2007  | Mount Lemmon Survey                    |
| 527666 -              | 2007 WZ37                | 4 novembre 2007   | Spacewatch                             |
| 527667 -              | 2007 WN45                | 20 novembre 2007  | Mount Lemmon Survey                    |
| 527668 -              | 2007 WW52                | 8 novembre 2007   | CSS                                    |
| 527669 -              | 2007 WD53                | 14 ottobre 2007   | Mount Lemmon Survey                    |
| 527670 -              | 2007 WT53                | 18 novembre 2007  | Mount Lemmon Survey                    |
| 527671 -              | 2007 WF55                | 29 novembre 2007  | LINEAR                                 |
| 527672 -              | 2007 WQ59                | 17 novembre 2007  | Mount Lemmon Survey                    |
| 527673 -              | 2007 WK62                | 18 novembre 2007  | LINEAR                                 |
| 527674 -              | 2007 WU64                | 17 novembre 2007  | Spacewatch                             |
| 527675 -              | 2007 WY64                | 16 novembre 2007  | Mount Lemmon Survey                    |
| 527676 -              | 2007 WH65                | 19 novembre 2007  | Mount Lemmon Survey                    |
| 527677 -              | 2007 WJ65                | 19 novembre 2007  | Mount Lemmon Survey                    |
| 527678 -              | 2007 WK65                | 19 novembre 2007  | Mount Lemmon Survey                    |
| 527679 -              | 2007 XJ                  | 8 novembre 2007   | Spacewatch                             |
| 527680 -              | 2007 XS5                 | 4 dicembre 2007   | CSS                                    |
| 527681 -              | 2007 XF6                 | 3 novembre 2007   | Mount Lemmon Survey                    |
| 527682 -              | 2007 XR8                 | 4 dicembre 2007   | Mount Lemmon Survey                    |
| 527683 -              | 2007 XR11                | 21 ottobre 2007   | Mount Lemmon Survey                    |
| 527684 -              | 2007 XC12                | 4 novembre 2007   | Spacewatch                             |
| 527685 -              | 2007 XH12                | 14 settembre 2007 | Mount Lemmon Survey                    |
| 527686 -              | 2007 XG13                | 4 novembre 2007   | LINEAR                                 |
| 527687 -              | 2007 XE16                | 13 novembre 2007  | Spacewatch                             |
| 527688 -              | 2007 XN30                | 19 novembre 2007  | Spacewatch                             |
| 527689 -              | 2007 XK34                | 16 ottobre 2007   | CSS                                    |
| 527690 -              | 2007 XS42                | 6 dicembre 2007   | Spacewatch                             |
| 527691 -              | 2007 XH46                | 5 dicembre 2007   | CSS                                    |
| 527692 -              | 2007 XB47                | 7 novembre 2007   | Spacewatch                             |
| 527693 -              | 2007 XP52                | 15 dicembre 2007  | Spacewatch                             |
| 527694 -              | 2007 XF55                | 15 dicembre 2007  | Spacewatch                             |
| 527695 -              | 2007 XL60                | 14 dicembre 2007  | Mount Lemmon Survey                    |
| 527696 -              | 2007 XR60                | 4 dicembre 2007   | Mount Lemmon Survey                    |
| 527697 -              | 2007 XS60                | 5 dicembre 2007   | Spacewatch                             |
| 527698 -              | 2007 XT60                | 11 settembre 2001 | LINEAR                                 |
| 527699 -              | 2007 XY60                | 4 dicembre 2007   | Mount Lemmon Survey                    |
| 527700 -              | 2007 XB61                | 16 settembre 2006 | CSS                                    |

## 527701–527800
| Nome     | Designazione provvisoria | Data di scoperta  | Scopritore          |
| -------- | ------------------------ | ----------------- | ------------------- |
| 527701 - | 2007 XD61                | 8 novembre 2007   | Spacewatch          |
| 527702 - | 2007 XF61                | 8 novembre 2007   | Spacewatch          |
| 527703 - | 2007 YH4                 | 9 novembre 2007   | Mount Lemmon Survey |
| 527704 - | 2007 YL5                 | 2 novembre 2007   | Spacewatch          |
| 527705 - | 2007 YD16                | 5 dicembre 2007   | Spacewatch          |
| 527706 - | 2007 YY27                | 19 settembre 2006 | Spacewatch          |
| 527707 - | 2007 YF28                | 18 dicembre 2007  | Mount Lemmon Survey |
| 527708 - | 2007 YA33                | 19 novembre 2007  | Spacewatch          |
| 527709 - | 2007 YH41                | 12 settembre 2007 | Mount Lemmon Survey |
| 527710 - | 2007 YL44                | 30 dicembre 2007  | Spacewatch          |
| 527711 - | 2007 YX48                | 20 dicembre 2007  | Spacewatch          |
| 527712 - | 2007 YR52                | 20 novembre 2007  | CSS                 |
| 527713 - | 2007 YR54                | 31 dicembre 2007  | CSS                 |
| 527714 - | 2007 YG55                | 31 dicembre 2007  | Mount Lemmon Survey |
| 527715 - | 2007 YQ56                | 31 dicembre 2007  | LONEOS              |
| 527716 - | 2007 YG58                | 31 dicembre 2007  | Spacewatch          |
| 527717 - | 2007 YV58                | 5 dicembre 2007   | Mount Lemmon Survey |
| 527718 - | 2007 YZ61                | 17 dicembre 2007  | Mount Lemmon Survey |
| 527719 - | 2007 YZ62                | 30 dicembre 2007  | Spacewatch          |
| 527720 - | 2007 YM65                | 18 dicembre 2007  | Mount Lemmon Survey |
| 527721 - | 2007 YV65                | 30 dicembre 2007  | Mount Lemmon Survey |
| 527722 - | 2007 YX73                | 31 dicembre 2007  | Spacewatch          |
| 527723 - | 2007 YG74                | 31 dicembre 2007  | Spacewatch          |
| 527724 - | 2007 YS75                | 31 dicembre 2007  | Spacewatch          |
| 527725 - | 2007 YV75                | 18 dicembre 2007  | Mount Lemmon Survey |
| 527726 - | 2007 YW75                | 19 dicembre 2007  | Mount Lemmon Survey |
| 527727 - | 2007 YX75                | 30 dicembre 2007  | Mount Lemmon Survey |
| 527728 - | 2007 YB76                | 16 dicembre 2007  | Mount Lemmon Survey |
| 527729 - | 2007 YE76                | 16 dicembre 2007  | Mount Lemmon Survey |
| 527730 - | 2007 YK76                | 17 dicembre 2007  | Spacewatch          |
| 527731 - | 2007 YM76                | 17 dicembre 2007  | Mount Lemmon Survey |
| 527732 - | 2007 YR76                | 18 dicembre 2007  | Mount Lemmon Survey |
| 527733 - | 2007 YS76                | 18 dicembre 2007  | Mount Lemmon Survey |
| 527734 - | 2007 YT76                | 18 dicembre 2007  | Mount Lemmon Survey |
| 527735 - | 2007 YW76                | 19 dicembre 2007  | Mount Lemmon Survey |
| 527736 - | 2007 YY76                | 19 dicembre 2007  | Mount Lemmon Survey |
| 527737 - | 2007 YG77                | 30 dicembre 2007  | Mount Lemmon Survey |
| 527738 - | 2007 YK77                | 30 dicembre 2007  | Mount Lemmon Survey |
| 527739 - | 2007 YR77                | 14 dicembre 2007  | Mount Lemmon Survey |
| 527740 - | 2007 YS77                | 31 dicembre 2007  | Mount Lemmon Survey |
| 527741 - | 2008 AS3                 | 9 gennaio 2008    | G. Hug              |
| 527742 - | 2008 AF9                 | 21 ottobre 2003   | Spacewatch          |
| 527743 - | 2008 AP9                 | 31 ottobre 2006   | Spacewatch          |
| 527744 - | 2008 AO11                | 10 gennaio 2008   | Mount Lemmon Survey |
| 527745 - | 2008 AB12                | 10 gennaio 2008   | Mount Lemmon Survey |
| 527746 - | 2008 AZ12                | 10 gennaio 2008   | Mount Lemmon Survey |
| 527747 - | 2008 AD15                | 15 dicembre 2007  | Mount Lemmon Survey |
| 527748 - | 2008 AG15                | 10 gennaio 2008   | Spacewatch          |
| 527749 - | 2008 AK17                | 30 dicembre 2007  | Spacewatch          |
| 527750 - | 2008 AF18                | 30 dicembre 2007  | Mount Lemmon Survey |
| 527751 - | 2008 AL18                | 10 gennaio 2008   | Mount Lemmon Survey |
| 527752 - | 2008 AN18                | 10 gennaio 2008   | Mount Lemmon Survey |
| 527753 - | 2008 AB19                | 10 gennaio 2008   | Mount Lemmon Survey |
| 527754 - | 2008 AK19                | 10 gennaio 2008   | Mount Lemmon Survey |
| 527755 - | 2008 AT24                | 10 gennaio 2008   | Mount Lemmon Survey |
| 527756 - | 2008 AP31                | 7 gennaio 2008    | Mallorca Obs.       |
| 527757 - | 2008 AJ36                | 30 dicembre 2007  | Mount Lemmon Survey |
| 527758 - | 2008 AD40                | 14 dicembre 2007  | Mount Lemmon Survey |
| 527759 - | 2008 AV42                | 18 dicembre 2007  | Mount Lemmon Survey |
| 527760 - | 2008 AW43                | 10 gennaio 2008   | Spacewatch          |
| 527761 - | 2008 AG46                | 20 dicembre 2007  | Spacewatch          |
| 527762 - | 2008 AW48                | 11 gennaio 2008   | Spacewatch          |
| 527763 - | 2008 AB49                | 3 dicembre 2007   | Spacewatch          |
| 527764 - | 2008 AT49                | 1º gennaio 2008   | Spacewatch          |
| 527765 - | 2008 AP52                | 11 gennaio 2008   | Spacewatch          |
| 527766 - | 2008 AZ54                | 11 gennaio 2008   | Spacewatch          |
| 527767 - | 2008 AG57                | 11 gennaio 2008   | Spacewatch          |
| 527768 - | 2008 AJ61                | 12 maggio 2005    | Mount Lemmon Survey |
| 527769 - | 2008 AB63                | 11 gennaio 2008   | Spacewatch          |
| 527770 - | 2008 AC64                | 11 gennaio 2008   | Spacewatch          |
| 527771 - | 2008 AT65                | 11 gennaio 2008   | Spacewatch          |
| 527772 - | 2008 AN67                | 18 novembre 2007  | Mount Lemmon Survey |
| 527773 - | 2008 AT68                | 11 gennaio 2008   | Mount Lemmon Survey |
| 527774 - | 2008 AP71                | 14 dicembre 2007  | Mount Lemmon Survey |
| 527775 - | 2008 AM73                | 10 gennaio 2008   | Spacewatch          |
| 527776 - | 2008 AR75                | 11 gennaio 2008   | Mount Lemmon Survey |
| 527777 - | 2008 AM81                | 12 gennaio 2008   | Spacewatch          |
| 527778 - | 2008 AZ81                | 13 gennaio 2008   | Mount Lemmon Survey |
| 527779 - | 2008 AT87                | 30 dicembre 2007  | Spacewatch          |
| 527780 - | 2008 AO88                | 30 dicembre 2007  | Spacewatch          |
| 527781 - | 2008 AW89                | 7 novembre 2007   | Mount Lemmon Survey |
| 527782 - | 2008 AX93                | 16 dicembre 2007  | Mount Lemmon Survey |
| 527783 - | 2008 AX97                | 1º gennaio 2008   | Spacewatch          |
| 527784 - | 2008 AB100               | 14 gennaio 2008   | Spacewatch          |
| 527785 - | 2008 AJ102               | 13 gennaio 2008   | Spacewatch          |
| 527786 - | 2008 AN103               | 11 novembre 2007  | Mount Lemmon Survey |
| 527787 - | 2008 AT103               | 18 dicembre 2007  | Mount Lemmon Survey |
| 527788 - | 2008 AU103               | 5 dicembre 2007   | Spacewatch          |
| 527789 - | 2008 AT104               | 1º gennaio 2008   | Spacewatch          |
| 527790 - | 2008 AZ106               | 31 dicembre 2007  | Mount Lemmon Survey |
| 527791 - | 2008 AB107               | 15 gennaio 2008   | Spacewatch          |
| 527792 - | 2008 AY112               | 24 maggio 2001    | Spacewatch          |
| 527793 - | 2008 AJ113               | 28 settembre 2006 | Spacewatch          |
| 527794 - | 2008 AL116               | 14 gennaio 2008   | Spacewatch          |
| 527795 - | 2008 AP116               | 11 gennaio 2008   | Spacewatch          |
| 527796 - | 2008 AR116               | 11 gennaio 2008   | Mount Lemmon Survey |
| 527797 - | 2008 AK117               | 1º gennaio 2008   | Spacewatch          |
| 527798 - | 2008 AM117               | 11 gennaio 2008   | CSS                 |
| 527799 - | 2008 AG118               | 13 gennaio 2008   | Spacewatch          |
| 527800 - | 2008 AB130               | 13 ottobre 2006   | Spacewatch          |

## 527801–527900
| Nome     | Designazione provvisoria | Data di scoperta | Scopritore          |
| -------- | ------------------------ | ---------------- | ------------------- |
| 527801 - | 2008 AT134               | 10 gennaio 2008  | Spacewatch          |
| 527802 - | 2008 AU135               | 11 gennaio 2008  | LINEAR              |
| 527803 - | 2008 AD136               | 12 gennaio 2008  | CSS                 |
| 527804 - | 2008 AT137               | 10 gennaio 2008  | Spacewatch          |
| 527805 - | 2008 AW138               | 19 ottobre 2006  | Mount Lemmon Survey |
| 527806 - | 2008 AD139               | 1º gennaio 2008  | Spacewatch          |
| 527807 - | 2008 AE139               | 2 ottobre 2006   | Spacewatch          |
| 527808 - | 2008 AF139               | 14 gennaio 2008  | Spacewatch          |
| 527809 - | 2008 AJ139               | 10 gennaio 2008  | Mount Lemmon Survey |
| 527810 - | 2008 AM139               | 10 gennaio 2008  | Mount Lemmon Survey |
| 527811 - | 2008 AS139               | 11 gennaio 2008  | Mount Lemmon Survey |
| 527812 - | 2008 AX139               | 13 gennaio 2008  | Mount Lemmon Survey |
| 527813 - | 2008 BA                  | 31 dicembre 2007 | Spacewatch          |
| 527814 - | 2008 BB6                 | 18 dicembre 2007 | Mount Lemmon Survey |
| 527815 - | 2008 BH7                 | 16 gennaio 2008  | Spacewatch          |
| 527816 - | 2008 BF11                | 18 gennaio 2008  | Spacewatch          |
| 527817 - | 2008 BR16                | 29 gennaio 2008  | Mallorca Obs.       |
| 527818 - | 2008 BN27                | 11 gennaio 2008  | Spacewatch          |
| 527819 - | 2008 BY34                | 30 gennaio 2008  | Mount Lemmon Survey |
| 527820 - | 2008 BP36                | 30 gennaio 2008  | Spacewatch          |
| 527821 - | 2008 BW36                | 30 dicembre 2007 | Spacewatch          |
| 527822 - | 2008 BK38                | 31 gennaio 2008  | Mount Lemmon Survey |
| 527823 - | 2008 BZ41                | 21 novembre 2007 | Mount Lemmon Survey |
| 527824 - | 2008 BE46                | 30 gennaio 2008  | Mount Lemmon Survey |
| 527825 - | 2008 BE47                | 31 gennaio 2008  | Mount Lemmon Survey |
| 527826 - | 2008 BR47                | 31 gennaio 2008  | Mount Lemmon Survey |
| 527827 - | 2008 BY47                | 30 gennaio 2008  | Mount Lemmon Survey |
| 527828 - | 2008 BG53                | 19 gennaio 2008  | Spacewatch          |
| 527829 - | 2008 BR53                | 21 luglio 2006   | Mount Lemmon Survey |
| 527830 - | 2008 BU53                | 30 gennaio 2008  | Mount Lemmon Survey |
| 527831 - | 2008 BS54                | 30 gennaio 2008  | Mount Lemmon Survey |
| 527832 - | 2008 BX54                | 18 gennaio 2008  | Mount Lemmon Survey |
| 527833 - | 2008 BY54                | 17 gennaio 2008  | Mount Lemmon Survey |
| 527834 - | 2008 BZ54                | 19 gennaio 2008  | Mount Lemmon Survey |
| 527835 - | 2008 BB55                | 16 gennaio 2008  | Mount Lemmon Survey |
| 527836 - | 2008 BC55                | 16 gennaio 2008  | Mount Lemmon Survey |
| 527837 - | 2008 BE55                | 11 gennaio 2008  | CSS                 |
| 527838 - | 2008 BK55                | 19 gennaio 2008  | Mount Lemmon Survey |
| 527839 - | 2008 BM55                | 19 gennaio 2008  | Mount Lemmon Survey |
| 527840 - | 2008 BR55                | 30 gennaio 2008  | Mount Lemmon Survey |
| 527841 - | 2008 CR1                 | 3 febbraio 2008  | CSS                 |
| 527842 - | 2008 CH2                 | 1º febbraio 2008 | Spacewatch          |
| 527843 - | 2008 CT9                 | 10 gennaio 2008  | Spacewatch          |
| 527844 - | 2008 CZ10                | 3 febbraio 2008  | Spacewatch          |
| 527845 - | 2008 CL11                | 3 febbraio 2008  | Spacewatch          |
| 527846 - | 2008 CO11                | 3 febbraio 2008  | Spacewatch          |
| 527847 - | 2008 CO13                | 11 novembre 2007 | Mount Lemmon Survey |
| 527848 - | 2008 CL17                | 3 febbraio 2008  | Spacewatch          |
| 527849 - | 2008 CP21                | 2 febbraio 2008  | Spacewatch          |
| 527850 - | 2008 CS21                | 31 dicembre 2007 | Spacewatch          |
| 527851 - | 2008 CL28                | 16 gennaio 2008  | Spacewatch          |
| 527852 - | 2008 CB32                | 2 febbraio 2008  | Spacewatch          |
| 527853 - | 2008 CE32                | 2 febbraio 2008  | Spacewatch          |
| 527854 - | 2008 CU37                | 15 dicembre 2006 | Spacewatch          |
| 527855 - | 2008 CU44                | 2 febbraio 2008  | Spacewatch          |
| 527856 - | 2008 CQ46                | 2 febbraio 2008  | Spacewatch          |
| 527857 - | 2008 CA55                | 18 novembre 2007 | Mount Lemmon Survey |
| 527858 - | 2008 CC56                | 31 dicembre 2007 | Spacewatch          |
| 527859 - | 2008 CW56                | 7 febbraio 2008  | Mount Lemmon Survey |
| 527860 - | 2008 CK58                | 3 febbraio 2008  | Spacewatch          |
| 527861 - | 2008 CN59                | 7 febbraio 2008  | Mount Lemmon Survey |
| 527862 - | 2008 CU60                | 14 gennaio 2008  | Spacewatch          |
| 527863 - | 2008 CH61                | 7 febbraio 2008  | Mount Lemmon Survey |
| 527864 - | 2008 CJ65                | 8 febbraio 2008  | Spacewatch          |
| 527865 - | 2008 CQ66                | 8 febbraio 2008  | Mount Lemmon Survey |
| 527866 - | 2008 CG72                | 27 aprile 2001   | Spacewatch          |
| 527867 - | 2008 CY72                | 13 gennaio 2008  | CSS                 |
| 527868 - | 2008 CD75                | 10 febbraio 2008 | CSS                 |
| 527869 - | 2008 CM76                | 3 febbraio 2008  | Spacewatch          |
| 527870 - | 2008 CT78                | 7 febbraio 2008  | Spacewatch          |
| 527871 - | 2008 CG80                | 7 febbraio 2008  | Spacewatch          |
| 527872 - | 2008 CX85                | 7 febbraio 2008  | Mount Lemmon Survey |
| 527873 - | 2008 CV90                | 5 dicembre 2007  | Mount Lemmon Survey |
| 527874 - | 2008 CU99                | 9 febbraio 2008  | Spacewatch          |
| 527875 - | 2008 CG103               | 9 febbraio 2008  | Spacewatch          |
| 527876 - | 2008 CF107               | 9 febbraio 2008  | Mount Lemmon Survey |
| 527877 - | 2008 CY117               | 15 gennaio 2008  | Mount Lemmon Survey |
| 527878 - | 2008 CB118               | 11 gennaio 2008  | Spacewatch          |
| 527879 - | 2008 CE121               | 17 dicembre 2007 | Spacewatch          |
| 527880 - | 2008 CV122               | 7 febbraio 2008  | Mount Lemmon Survey |
| 527881 - | 2008 CO123               | 7 febbraio 2008  | Mount Lemmon Survey |
| 527882 - | 2008 CZ130               | 8 febbraio 2008  | Spacewatch          |
| 527883 - | 2008 CT131               | 8 febbraio 2008  | Spacewatch          |
| 527884 - | 2008 CU133               | 30 gennaio 2008  | Mount Lemmon Survey |
| 527885 - | 2008 CE135               | 8 febbraio 2008  | Spacewatch          |
| 527886 - | 2008 CO135               | 8 febbraio 2008  | Mount Lemmon Survey |
| 527887 - | 2008 CU137               | 1º febbraio 2008 | Spacewatch          |
| 527888 - | 2008 CW137               | 8 febbraio 2008  | Spacewatch          |
| 527889 - | 2008 CW138               | 30 gennaio 2008  | Spacewatch          |
| 527890 - | 2008 CR144               | 11 gennaio 2008  | Mount Lemmon Survey |
| 527891 - | 2008 CT145               | 9 febbraio 2008  | Spacewatch          |
| 527892 - | 2008 CK146               | 9 febbraio 2008  | Spacewatch          |
| 527893 - | 2008 CO150               | 9 febbraio 2008  | Spacewatch          |
| 527894 - | 2008 CE154               | 9 febbraio 2008  | Spacewatch          |
| 527895 - | 2008 CE159               | 9 febbraio 2008  | CSS                 |
| 527896 - | 2008 CW165               | 10 febbraio 2008 | Mount Lemmon Survey |
| 527897 - | 2008 CZ167               | 11 febbraio 2008 | Mount Lemmon Survey |
| 527898 - | 2008 CV171               | 12 febbraio 2008 | Spacewatch          |
| 527899 - | 2008 CF174               | 13 febbraio 2008 | Mount Lemmon Survey |
| 527900 - | 2008 CB184               | 22 novembre 2006 | Spacewatch          |

## 527901–528000
| Nome     | Designazione provvisoria | Data di scoperta | Scopritore          |
| -------- | ------------------------ | ---------------- | ------------------- |
| 527901 - | 2008 CS188               | 3 febbraio 2008  | CSS                 |
| 527902 - | 2008 CM190               | 8 febbraio 2008  | Spacewatch          |
| 527903 - | 2008 CJ192               | 2 febbraio 2008  | Spacewatch          |
| 527904 - | 2008 CZ196               | 8 febbraio 2008  | Spacewatch          |
| 527905 - | 2008 CS198               | 12 febbraio 2008 | Mount Lemmon Survey |
| 527906 - | 2008 CU198               | 12 febbraio 2008 | Mount Lemmon Survey |
| 527907 - | 2008 CK202               | 7 febbraio 2008  | Spacewatch          |
| 527908 - | 2008 CB203               | 9 febbraio 2008  | Spacewatch          |
| 527909 - | 2008 CN206               | 9 febbraio 2008  | Mount Lemmon Survey |
| 527910 - | 2008 CX208               | 13 febbraio 2008 | Spacewatch          |
| 527911 - | 2008 CJ210               | 2 febbraio 2008  | Spacewatch          |
| 527912 - | 2008 CS211               | 16 maggio 2005   | Mount Lemmon Survey |
| 527913 - | 2008 CE214               | 11 febbraio 2008 | Spacewatch          |
| 527914 - | 2008 CX217               | 7 febbraio 2008  | Mount Lemmon Survey |
| 527915 - | 2008 CD218               | 10 febbraio 2008 | Spacewatch          |
| 527916 - | 2008 CL218               | 28 ottobre 2006  | Mount Lemmon Survey |
| 527917 - | 2008 CS218               | 8 febbraio 2008  | Spacewatch          |
| 527918 - | 2008 CG219               | 2 febbraio 2008  | Mount Lemmon Survey |
| 527919 - | 2008 CO219               | 13 febbraio 2008 | CSS                 |
| 527920 - | 2008 DQ                  | 15 gennaio 2008  | Mount Lemmon Survey |
| 527921 - | 2008 DU1                 | 11 gennaio 2008  | Spacewatch          |
| 527922 - | 2008 DS3                 | 2 febbraio 2008  | LINEAR              |
| 527923 - | 2008 DS6                 | 24 febbraio 2008 | Mount Lemmon Survey |
| 527924 - | 2008 DB8                 | 10 febbraio 2008 | Spacewatch          |
| 527925 - | 2008 DZ8                 | 12 gennaio 2008  | Spacewatch          |
| 527926 - | 2008 DT11                | 13 gennaio 2008  | Spacewatch          |
| 527927 - | 2008 DT12                | 14 gennaio 2008  | Spacewatch          |
| 527928 - | 2008 DU12                | 19 gennaio 2008  | Spacewatch          |
| 527929 - | 2008 DS13                | 18 novembre 2007 | Spacewatch          |
| 527930 - | 2008 DC19                | 16 gennaio 2008  | Spacewatch          |
| 527931 - | 2008 DV28                | 12 gennaio 2008  | Spacewatch          |
| 527932 - | 2008 DQ35                | 27 febbraio 2008 | Spacewatch          |
| 527933 - | 2008 DH42                | 30 gennaio 2008  | Mount Lemmon Survey |
| 527934 - | 2008 DD49                | 18 febbraio 2008 | Mount Lemmon Survey |
| 527935 - | 2008 DL49                | 29 febbraio 2008 | CSS                 |
| 527936 - | 2008 DW50                | 4 dicembre 2007  | Mount Lemmon Survey |
| 527937 - | 2008 DM58                | 14 gennaio 2008  | Spacewatch          |
| 527938 - | 2008 DO58                | 7 febbraio 2008  | CSS                 |
| 527939 - | 2008 DY58                | 14 febbraio 2008 | Mount Lemmon Survey |
| 527940 - | 2008 DK69                | 29 febbraio 2008 | PMO NEO             |
| 527941 - | 2008 DE73                | 30 gennaio 2008  | Mount Lemmon Survey |
| 527942 - | 2008 DA75                | 26 febbraio 2008 | Mount Lemmon Survey |
| 527943 - | 2008 DC75                | 11 febbraio 2008 | Spacewatch          |
| 527944 - | 2008 DL77                | 8 febbraio 2008  | Spacewatch          |
| 527945 - | 2008 DG89                | 28 febbraio 2008 | Spacewatch          |
| 527946 - | 2008 DD90                | 18 febbraio 2008 | Mount Lemmon Survey |
| 527947 - | 2008 DJ90                | 26 febbraio 2008 | Mount Lemmon Survey |
| 527948 - | 2008 DL90                | 30 ottobre 2006  | CSS                 |
| 527949 - | 2008 EL8                 | 6 marzo 2008     | Mount Lemmon Survey |
| 527950 - | 2008 EQ8                 | 18 gennaio 2008  | Mount Lemmon Survey |
| 527951 - | 2008 ET8                 | 9 gennaio 2008   | Mount Lemmon Survey |
| 527952 - | 2008 EH10                | 1º marzo 2008    | Spacewatch          |
| 527953 - | 2008 EB12                | 10 febbraio 2008 | Spacewatch          |
| 527954 - | 2008 EU12                | 1º marzo 2008    | Spacewatch          |
| 527955 - | 2008 ET16                | 1º marzo 2008    | Spacewatch          |
| 527956 - | 2008 EW19                | 13 febbraio 2008 | Mount Lemmon Survey |
| 527957 - | 2008 ET30                | 11 ottobre 2005  | Spacewatch          |
| 527958 - | 2008 ER31                | 8 febbraio 2008  | Spacewatch          |
| 527959 - | 2008 EB32                | 10 marzo 2008    | Mount Lemmon Survey |
| 527960 - | 2008 EL32                | 1º gennaio 2008  | Spacewatch          |
| 527961 - | 2008 EY34                | 2 marzo 2008     | CSS                 |
| 527962 - | 2008 EG37                | 4 marzo 2008     | Spacewatch          |
| 527963 - | 2008 EO38                | 4 marzo 2008     | Spacewatch          |
| 527964 - | 2008 EH42                | 4 marzo 2008     | Spacewatch          |
| 527965 - | 2008 EY46                | 5 marzo 2008     | Mount Lemmon Survey |
| 527966 - | 2008 EZ49                | 7 febbraio 2008  | Spacewatch          |
| 527967 - | 2008 EN53                | 6 marzo 2008     | Mount Lemmon Survey |
| 527968 - | 2008 EE55                | 1º novembre 2005 | Mount Lemmon Survey |
| 527969 - | 2008 ES55                | 7 marzo 2008     | Mount Lemmon Survey |
| 527970 - | 2008 EJ56                | 8 febbraio 2008  | Spacewatch          |
| 527971 - | 2008 EC58                | 7 marzo 2008     | Mount Lemmon Survey |
| 527972 - | 2008 EE60                | 13 febbraio 2008 | Mount Lemmon Survey |
| 527973 - | 2008 EJ61                | 9 marzo 2008     | Mount Lemmon Survey |
| 527974 - | 2008 EB65                | 9 marzo 2008     | Mount Lemmon Survey |
| 527975 - | 2008 EO65                | 27 ottobre 2005  | Spacewatch          |
| 527976 - | 2008 EA66                | 9 marzo 2008     | Mount Lemmon Survey |
| 527977 - | 2008 EY68                | 11 marzo 2008    | LINEAR              |
| 527978 - | 2008 EF72                | 11 febbraio 2008 | Mount Lemmon Survey |
| 527979 - | 2008 EJ74                | 28 febbraio 2008 | Spacewatch          |
| 527980 - | 2008 EH75                | 28 febbraio 2008 | Spacewatch          |
| 527981 - | 2008 EY75                | 28 febbraio 2008 | Spacewatch          |
| 527982 - | 2008 EK81                | 2 febbraio 2008  | Spacewatch          |
| 527983 - | 2008 EP87                | 1º marzo 2008    | Spacewatch          |
| 527984 - | 2008 ER92                | 3 marzo 2008     | CSS                 |
| 527985 - | 2008 ES96                | 26 febbraio 2008 | Mount Lemmon Survey |
| 527986 - | 2008 ER97                | 11 marzo 2008    | Mount Lemmon Survey |
| 527987 - | 2008 EW103               | 8 febbraio 2008  | Spacewatch          |
| 527988 - | 2008 EX109               | 31 gennaio 2008  | Mount Lemmon Survey |
| 527989 - | 2008 EY109               | 26 febbraio 2008 | Mount Lemmon Survey |
| 527990 - | 2008 EW110               | 1º marzo 2008    | Spacewatch          |
| 527991 - | 2008 ER112               | 8 marzo 2008     | Spacewatch          |
| 527992 - | 2008 EF114               | 8 marzo 2008     | Spacewatch          |
| 527993 - | 2008 EC118               | 13 febbraio 2008 | Spacewatch          |
| 527994 - | 2008 EB119               | 28 febbraio 2008 | Mount Lemmon Survey |
| 527995 - | 2008 EX121               | 1º marzo 2008    | Spacewatch          |
| 527996 - | 2008 EX123               | 18 gennaio 2008  | Mount Lemmon Survey |
| 527997 - | 2008 EH124               | 10 marzo 2008    | Spacewatch          |
| 527998 - | 2008 ED126               | 10 marzo 2008    | Spacewatch          |
| 527999 - | 2008 EO129               | 11 marzo 2008    | Spacewatch          |
| 528000 - | 2008 ES130               | 2 febbraio 2008  | Mount Lemmon Survey |